# Leeds (Kent)
Leeds is een civil parish in het bestuurlijke gebied Maidstone, in het Engelse graafschap Kent. In 2001 telde het civil parish 679 inwoners.